# Sovetsk

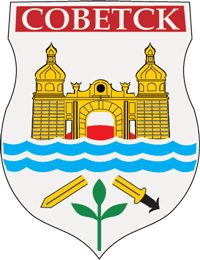
Brasão de Sovetsk

Sovetsk (em russo Сове́тск, antes de 1945 conhecida pelo seu nome alemão Tilsit; em lituano Tilžė e em polaco Tylża) é um município do óblast de Kaliningrado, na Rússia. A localidade está localizada na margem sul do rio Neman. Sua população estimada em 2004 era de 43.278 habitantes.

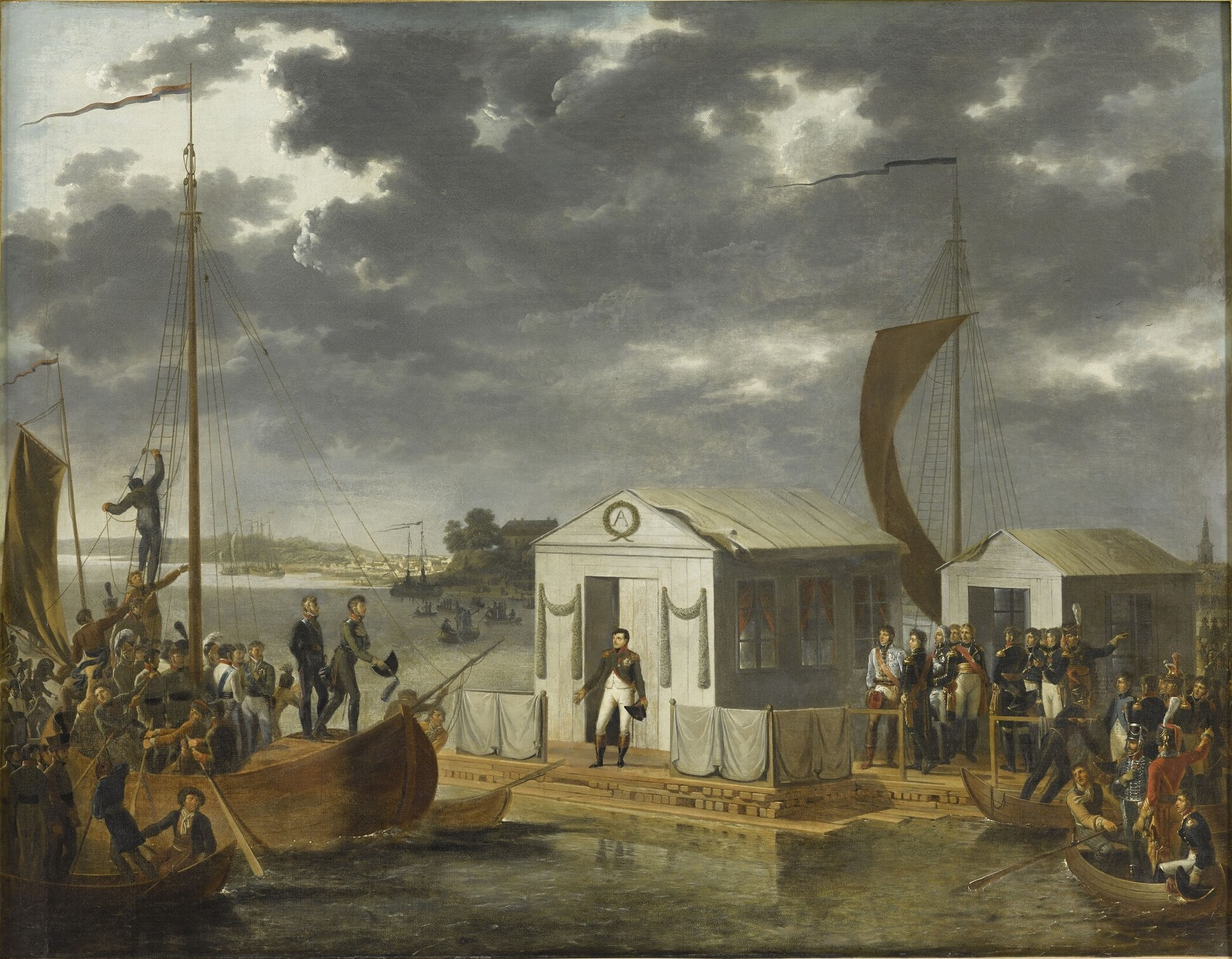
Tratado de Tilsit, em 1807
Pintura de Adolphe Roehn

Foi em Sovetsk que foram assinados os Tratados de Tilsit, em 1807, entre Napoleão I da França e o czar Alexandre I do Império Russo.